# Billy Gonsalves
Adelino William Gonsalves (Portsmouth, 1908. augusztus 10. – Kearny, 1977. július 17.) egykori amerikai válogatott labdarúgó.
Az amerikai válogatott tagjaként részt vett az 1930-as és az 1934-es világbajnokságon.

## Sikerei, díjai
USA
- Világbajnoki bronzérmes (1): 1930